# فرودگاه هنگ نادیم
فرودگاه هنگ نادیم (به انگلیسی: Hang Nadim Airport) (به زبان بومی: Bandara Internasional Hang Nadim) یک فرودگاه همگانی مسافربری با کد یاتا BTH است که یک باند فرود آسفالت دارد و طول باند آن ۴۰۲۵ متر است. این فرودگاه در کشور اندونزی قرار دارد و در ارتفاع ۳۸ متری از سطح دریا واقع شده‌است.

## شرکت‌های هواپیمایی و مقصدهای پروازی

### مسافری
| شرکت‌های هواپیمایی                           | مقصدهای پروازی |
| ------------------------------------------- | --- |
| باتیک ایر                                   | حلیم پرداناکوسوما، سوئکارنو-هتا |
| سیتیلینک                                    | حسین ساسترانگارا، سوئکارنو-هتا، کوالا نامو، مینانگکابو، سلطان محمود بدرالدین دوم، سلطان سیاریف قسیم دوم، سوپادیو، جواندا |
| گارودا ایندونزیا                            | سوئکارنو-هتا |
| گارودا ایندونزیا اجرا توسط گارودا ایندونزیا | رادین اینتن دوم، کوالا نامو |
| لاین ایر                                    | سلطان آجی محمد سلیمان، سلطان اسکندر مودا، رادین اینتن دوم، حسین ساسترانگارا، سیامسودین نور، انگوراه رای، سوئکارنو-هتا، سلطان طاها، کوالا نامو، مینانگکابو، سلطان محمود بدرالدین دوم، سلطان سیاریف قسیم دوم، سوپادیو، اچماد یانی، ادیسومارمو، جواندا، ادیسوسیپتو |
| مالیندو ایر                                 | سلطان عبدالعزیز شاه |
| Nam Air                                     | سلطان طاها، کوالا نامو |
| Sriwijaya Air                               | رادین اینتن دوم، سوئکارنو-هتا، رانای |
| هواپیمایی سعودی                             | Hajj: ملک عبدالعزیز |
| سوسی ایر                                    | Dabo، Pasir Pengaraian |
| وینگز ایر                                   | فاتماواتی سوکارنو، پینانگ کامپای، رانای، دپاتی امیر، راجا هاجی فی‌سبیل‌الله |

### باری
| شرکت‌های هواپیمایی       | مقصدهای پروازی                       |
| ----------------------- | ------------------------------------ |
| رپابلیک اکسپرس ایرلاینز | سوئکارنو-هتا، سلطان سیاریف قسیم دوم  |
| Asialink                | سلطان سیاریف قسیم دوم، چانگی سنگاپور |
| گارودا ایندونزیا        | سوئکارنو-هتا، کوالا نامو             |